# Grand Prix d'Oran 2016
La 3e édition du Grand Prix d'Oran a eu lieu le 8 mars 2016. La course fait partie du calendrier UCI Africa Tour 2016 en catégorie 1.2.

## Présentation

### Équipes
Classé en catégorie 1.2 de l'UCI Africa Tour, le Grand Prix d'Oran est par conséquent ouvert aux équipes continentales professionnelles, aux équipes continentales, aux équipes nationales, aux équipes régionales et de clubs et aux équipes mixtes d'équipes africaines.
Quatorze équipes participent à ce Grand Prix d'Oran - quatre équipes continentales, cinq équipes nationales et cinq équipes régionales et de clubs :
| Équipes continentales | Équipes continentales | Équipes continentales |
| Nom de l'équipe       | Pays                  | Code                  |
| --------------------- | --------------------- | --------------------- |
| Staki-Baltik Vairas   | Lituanie              | SBT                   |
| Vélo Club Sovac       | Algérie               | SOV                   |
| Al Nasr Dubaï         | Émirats arabes unis   | ANS                   |
| Massi-Kuwait Project  | Koweït                | KCP                   |

| Équipes régionales et de clubs | Équipes régionales et de clubs | Équipes régionales et de clubs |
| Nom de l'équipe                | Pays                           | Code                           |
| ------------------------------ | ------------------------------ | ------------------------------ |
| Arbo Denzel Cliff              | Autriche                       | ADC                            |
| Cevital                        | Algérie                        | CEV                            |
| Ooredoo                        | Algérie                        | OOR                            |
| El Majd                        | Algérie                        | ELM                            |
| Speed Road Gomistar            | Espagne                        | SRG                            |

| Équipes nationales          | Équipes nationales | Équipes nationales |
| Nom de l'équipe             | Pays               | Code               |
| --------------------------- | ------------------ | ------------------ |
| Équipe nationale d'Algérie  | Algérie            | ALG                |
| Équipe nationale d'Érythrée | Érythrée           | ERI                |
| Équipe nationale du Rwanda  | Rwanda             | RWA                |
| Équipe nationale de Tunisie | Tunisie            | TUN                |
| Équipe nationale de Syrie   | Syrie              | SYR                |

## Classements

### Classement final
| Classement général | Classement général      | Classement général | Classement général  | Classement général |
|                    | Coureur                 | Pays               | Équipe              | Temps              |
| ------------------ | ----------------------- | ------------------ | ------------------- | ------------------ |
| 1er                | Tomas Vaitkus           | Lituanie           | Al Nasr Dubaï       | en 2 h 14 min 33 s |
| 2e                 | Joseph Areruya          | Rwanda             | Équipe du Rwanda    | m.t                |
| 3e                 | Adil Barbari            | Algérie            | Al Nasr Dubaï       | + 1 min 43 s       |
| 4e                 | Abderrahmane Bechlaghem | Algérie            | Équipe d'Algérie    | m.t                |
| 5e                 | Amanuel Tsegay          | Érythrée           | Équipe d'Érythrée   | + 1 min 45 s       |
| 6e                 | Abdelbasset Hannachi    | Algérie            | Cevital             | + 1 min 52 s       |
| 7e                 | Essaïd Abelouache       | Maroc              | Al Nasr Dubaï       | m.t                |
| 8e                 | Airidas Videika         | Lituanie           | Staki-Baltik Vairas | m.t                |
| 9e                 | Darijus Džervus         | Lituanie           | Staki-Baltik Vairas | m.t                |
| 10e                | Tesfom Okubamariam      | Érythrée           | Équipe d'Érythrée   | m.t                |
| modifier           |                         |                    |                     |                    |

### UCI Africa Tour
Ce Grand Prix d'Oran attribue des points pour l'UCI Africa Tour 2016, par équipes seulement aux coureurs des équipes continentales professionnelles et continentales, individuellement à tous les coureurs sauf ceux faisant partie d'une équipe ayant un label WorldTeam.
| Position           | 1er | 2e | 3e | 4e | 5e | 6e | 7e | 8e à 10e |
| Classement général | 40  | 30 | 25 | 20 | 15 | 10 | 5  | 3        |

## Liste des participants
- Liste de départ complète

| Légende | Légende                                                                                   | Légende | Légende                                                    |
| ------- | ----------------------------------------------------------------------------------------- | ------- | ---------------------------------------------------------- |
| Num     | Dossard de départ porté par le coureur sur ce Grand Prix d'Oran                           | Pos     | Position finale au classement général                      |
| AB      | Indique un coureur qui n'a pas terminé la course                                          | HD      | Indique un coureur qui a terminé la course hors des délais |
| *       | Indique un coureur en lice pour le maillot blanc (coureurs nés après le 1er janvier 1993) |         |                                                            |

| Équipe nationale de Syrie SYR      | Équipe nationale de Syrie SYR | Équipe nationale de Syrie SYR |
| ---------------------------------- | ----------------------------- | ----------------------------- |
| Num                                | Coureur                       | Pos                           |
| 11                                 | Ahmad Alhag (SYR)*            | NP                            |
| 12                                 | Ali Ali (SYR)*                | AB                            |
| 13                                 | Abd latef Alsman (SYR)*       | NP                            |
| 14                                 | Sam Alhadid (SYR)*            | AB                            |
| 15                                 | Hazem Hussain (SYR)           | NP                            |
| 16                                 | Youssef Srouji (SYR)          | 29e                           |
| Directeur sportif : Sergey Zibrouv |                               |                               |

| Équipe nationale du Rwanda RWA    | Équipe nationale du Rwanda RWA | Équipe nationale du Rwanda RWA |
| --------------------------------- | ------------------------------ | ------------------------------ |
| Num                               | Coureur                        | Pos                            |
| 21                                | Joseph Areruya (RWA)*          | 2e                             |
| 22                                | Joseph Biziyaremye (RWA)       | 39e                            |
| 23                                | Patrick Byukusenge (RWA)       | 30e                            |
| 24                                | Jeremie Karegeya (RWA)         | 52e                            |
| 25                                | Samuel Mugisha (RWA)*          | 43e                            |
| 26                                | Jean-Claude Uwizeye (RWA)*     | 24e                            |
| Directeur sportif : Félix Sempoma |                                |                                |

| Équipe nationale d'Érythrée ERI    | Équipe nationale d'Érythrée ERI | Équipe nationale d'Érythrée ERI |
| ---------------------------------- | ------------------------------- | ------------------------------- |
| Num                                | Coureur                         | Pos                             |
| 31                                 | Amanuel Tsegay (ERI)*           | 5e                              |
| 32                                 | Aron Debretsion (ERI)           | 22e                             |
| 33                                 | Elias Afewerki (ERI)            | 11e                             |
| 34                                 | Mehari Tesfatsion (ERI)*        | 33e                             |
| 35                                 | Million Amanuel (ERI)           | 25e                             |
| 36                                 | Tesfom Okubamariam (ERI)        | 36e                             |
| Directeur sportif : Samsom Solomon |                                 |                                 |

| Al Nasr Dubaï ANS                    | Al Nasr Dubaï ANS         | Al Nasr Dubaï ANS |
| ------------------------------------ | ------------------------- | ----------------- |
| Num                                  | Coureur                   | Pos               |
| 41                                   | Yousif Mirza (UAE)        | e                 |
| 42                                   | Essaïd Abelouache (MAR)   | 7e                |
| 43                                   | Jesús Alberto Rubio (ESP) | AB                |
| 44                                   | Adil Barbari (ALG)        | 3e                |
| 45                                   | Luca Wackermann (ITA)     | 51e               |
| 46                                   | Tomas Vaitkus (LTU)       | 1re               |
| Directeur sportif : Mario Villasevil |                           |                   |

| Speed Road Gomistar SRG               | Speed Road Gomistar SRG       | Speed Road Gomistar SRG |
| ------------------------------------- | ----------------------------- | ----------------------- |
| Num                                   | Coureur                       | Pos                     |
| 51                                    | Rafael Antunes Martins (POR)* | 37e                     |
| 52                                    | Alex Silva Brea (ESP)         | AB                      |
| 54                                    | Oscar Justo (ESP)*            | 40e                     |
| 55                                    | Gabriel Sánchez (ESP)         | AB                      |
| Directeur sportif : Enrique Salgueiro |                               |                         |

| Équipe nationale d'Algérie ALG       | Équipe nationale d'Algérie ALG   | Équipe nationale d'Algérie ALG |
| ------------------------------------ | -------------------------------- | ------------------------------ |
| Num                                  | Coureur                          | Pos                            |
| 61                                   | Abderrahmane Bechlaghem (ALG)*   | 4e                             |
| 62                                   | Nassim Saidi (ALG)*              | 12e                            |
| 63                                   | Abdelmalek Madani (ALG)          | 47e                            |
| 64                                   | Mouadh Betira (ALG)              | 38e                            |
| 65                                   | Djilali Benchida (ALG)*          | 20e                            |
| 66                                   | Mohamed El Mahdi Segouini (ALG)* | 54e                            |
| Directeur sportif : Abdennour Bendib |                                  |                                |

| Cevital CEV                     | Cevital CEV                 | Cevital CEV |
| ------------------------------- | --------------------------- | ----------- |
| Num                             | Coureur                     | Pos         |
| 71                              | Ismail Lallouchi (ALG)      | 32e         |
| 72                              | Abdelkader Belmokhtar (ALG) | AB          |
| 73                              | Abdelbasset Hannachi (ALG)  | 6e          |
| 74                              | Mahdi Tigrine (ALG)         | AB          |
| 75                              | Abderrahmane Hamza (ALG)    | 26e         |
| 76                              | Abdellah Benyoucef (ALG)    | 13e         |
| Directeur sportif : Malek Hamza |                             |             |

| Ooredoo OOR                        | Ooredoo OOR                          | Ooredoo OOR |
| ---------------------------------- | ------------------------------------ | ----------- |
| Num                                | Coureur                              | Pos         |
| 81                                 | Yacine Hamza (ALG)*                  | 14e         |
| 82                                 | Oussama Mansouri (ALG)*              | AB          |
| 83                                 | Abderrahmane Mansouri (ALG)* (Route) | 36e         |
| 84                                 | Zoheir Benyoub (ALG)*                | 49e         |
| 85                                 | Islam Mansouri (ALG)*                | 53e         |
| 86                                 | Hicham Mokhtari (ALG)*               | 28e         |
| Directeur sportif : Djamel Tamanit |                                      |             |

| Massi-Kuwait Project KCP             | Massi-Kuwait Project KCP | Massi-Kuwait Project KCP |
| ------------------------------------ | ------------------------ | ------------------------ |
| Num                                  | Coureur                  | Pos                      |
| 101                                  | Dominic Schils (GBR)     | 21e                      |
| 102                                  | David Clarke (GBR)       | e                        |
| 103                                  | Axel Costa (ESP)*        | 31e                      |
| 104                                  | Andreas Keuser (GER)     | 48e                      |
| 105                                  | Marc Vilanova (ESP)      | 46e                      |
| Directeur sportif : Karsten Kennecke |                          |                          |

| Staki-Baltik Vairas SBT                 | Staki-Baltik Vairas SBT   | Staki-Baltik Vairas SBT |
| --------------------------------------- | ------------------------- | ----------------------- |
| Num                                     | Coureur                   | Pos                     |
| 111                                     | Darijus Džervus (LTU)     | 9e                      |
| 112                                     | Martynas Maniušis (LTU)   | 44e                     |
| 113                                     | Mykolas Račiūnas (LTU)*   | 45e                     |
| 114                                     | Paulius Šiškevičius (LTU) | AB                      |
| 115                                     | Jonas Ališauskas (LTU)*   | AB                      |
| 116                                     | Airidas Videika (LTU)*    | 8e                      |
| Directeur sportif : Deividas Vileniškis |                           |                         |

| Arbo Denzel Cliff ADC            | Arbo Denzel Cliff ADC    | Arbo Denzel Cliff ADC |
| -------------------------------- | ------------------------ | --------------------- |
| Num                              | Coureur                  | Pos                   |
| 121                              | Alexander Durager (AUT)  | 18e                   |
| 122                              | Stefan Etzlstorfer (AUT) | AB                    |
| 123                              | Christian haas (AUT)     | 42e                   |
| 124                              | Rupert Hoedlmoser (AUT)  | AB                    |
| 125                              | Wolfgang Tenor (AUT)     | 15e                   |
| 126                              | Daniel Reiter (AUT)      | 27e                   |
| Directeur sportif : Farouk Hamza |                          |                       |

| Vélo Club Sovac SOV             | Vélo Club Sovac SOV       | Vélo Club Sovac SOV |
| ------------------------------- | ------------------------- | ------------------- |
| Num                             | Coureur                   | Pos                 |
| 131                             | Mohamed Belabessi (ALG)*  | 16e                 |
| 132                             | Bilal Saada (ALG)         | 23e                 |
| 133                             | Sid Ali Fellah (ALG)      | 55e                 |
| 134                             | Fayçal Hamza (ALG)        | AB                  |
| 135                             | Hichem Amari (ALG)*       | AB                  |
| 136                             | Mohamed Kamel Hamza (ALG) | 41e                 |
| Directeur sportif : Feres Allik |                           |                     |

| Équipe nationale de Tunisie TUN | Équipe nationale de Tunisie TUN | Équipe nationale de Tunisie TUN |
| ------------------------------- | ------------------------------- | ------------------------------- |
| Num                             | Coureur                         | Pos                             |
| 91                              | Karim Chikhaoui (TUN)*          | AB                              |
| 92                              | Aymen Ben Hssine (TUN)          | AB                              |
| 93                              | Hassen Ben Nasser (TUN)         | 50e                             |
| 94                              | Hamza Fatnassi (TUN)*           | 34e                             |
| 95                              | Ali Nouisri (TUN)*              | 19e                             |
| 96                              | Moetez Mzjri (TUN)              | 17e                             |
| Directeur sportif : Ali Mraihi  |                                 |                                 |

| El Majd ELM                        | El Majd ELM                    | El Majd ELM |
| ---------------------------------- | ------------------------------ | ----------- |
| Num                                | Coureur                        | Pos         |
| 151                                | Walid Kebaili (ALG)            | AB          |
| 152                                | Walid Rabeh (ALG)*             | AB          |
| 153                                | Hocine Bengayou (ALG)*         | AB          |
| 154                                | Abderezak Benarbia (ALG)*      | AB          |
| 155                                | Elyes Charif (ALG)*            | AB          |
| 156                                | Khalel Hadj Abderahmane (ALG)* | 35e         |
| Directeur sportif : Moohamed Allab |                                |             |